# 大阪府立かわち野高等学校
大阪府立かわち野高等学校（おおさかふりつ かわちのこうとうがっこう）は、大阪府東大阪市新庄四丁目に所在する公立の高等学校。

## 概要
全日制課程の普通科専門コースを有する。
東大阪市にあった大阪府立加納高等学校と大阪府立盾津高等学校（いずれも全日制普通科）を統合する形で2004年に開校した。校舎は従来の大阪府立盾津高等学校の敷地を引き継いで利用している。
校歌は、つんく♂（シャ乱Q）が作曲し、塩川正十郎が作詞を手がけた。校名は、盾津高校と加納高校の両方の校歌にも歌われており、河内平野（大阪平野）を意味する「河内野」から採用された。

## 沿革
大阪府教育委員会による「府立高等学校特色づくり・再編整備計画平成14年度実施対象校」として、従来の大阪府立加納高等学校（1980年開校）と大阪府立盾津高等学校（1974年開校）を統合し、2004年に開校した。
開校当初は普通科総合選択制だったが、2007年度入学生以降は普通科専門コースへと変更されている。
（前身校）
- 1974年 - 前身校の大阪府立盾津高等学校が東大阪市新庄4丁目に開校[2]。全日制普通科を設置。
- 1980年 - 前身校の大阪府立加納高等学校が東大阪市加納3丁目に開校[3]。全日制普通科を設置。
- 2002年 - 加納・盾津の両校の統合が決定。
- 2003年 - この年を最後に、加納・盾津の両校は募集停止。
- 2006年3月31日 - 加納・盾津の両校が閉校。

（大阪府立かわち野高等学校）
- 2004年1月1日 - 大阪府条例に基づき、大阪府立かわち野高等学校を設置。
- 2004年4月1日 - 普通科総合選択制の大阪府立かわち野高等学校開校。
- 2017年 - 普通科総合選択制を廃止し普通科専門コース設置校に改編。

## 著名な卒業生
- 大倉忠司 - 実業家。鳥貴族創業者。長男はSUPER EIGHTの大倉忠義（盾津高校OB）
- 村田正幸 - 元プロ野球選手（盾津高校OB）
- 髙橋秀聡 - 元プロ野球選手（盾津高校OB）
- 川原亜矢子 - モデル・女優（加納高校OG）
- 加島茜 - ミュージカル俳優（盾津高校OB）

## 交通
- 近鉄けいはんな線 荒本駅 北へ約1.5km。
- 荒本駅または片町線（学研都市線）住道駅から近鉄バス乗車、楠見橋バス停下車 西へ約400m。